# Modernariato

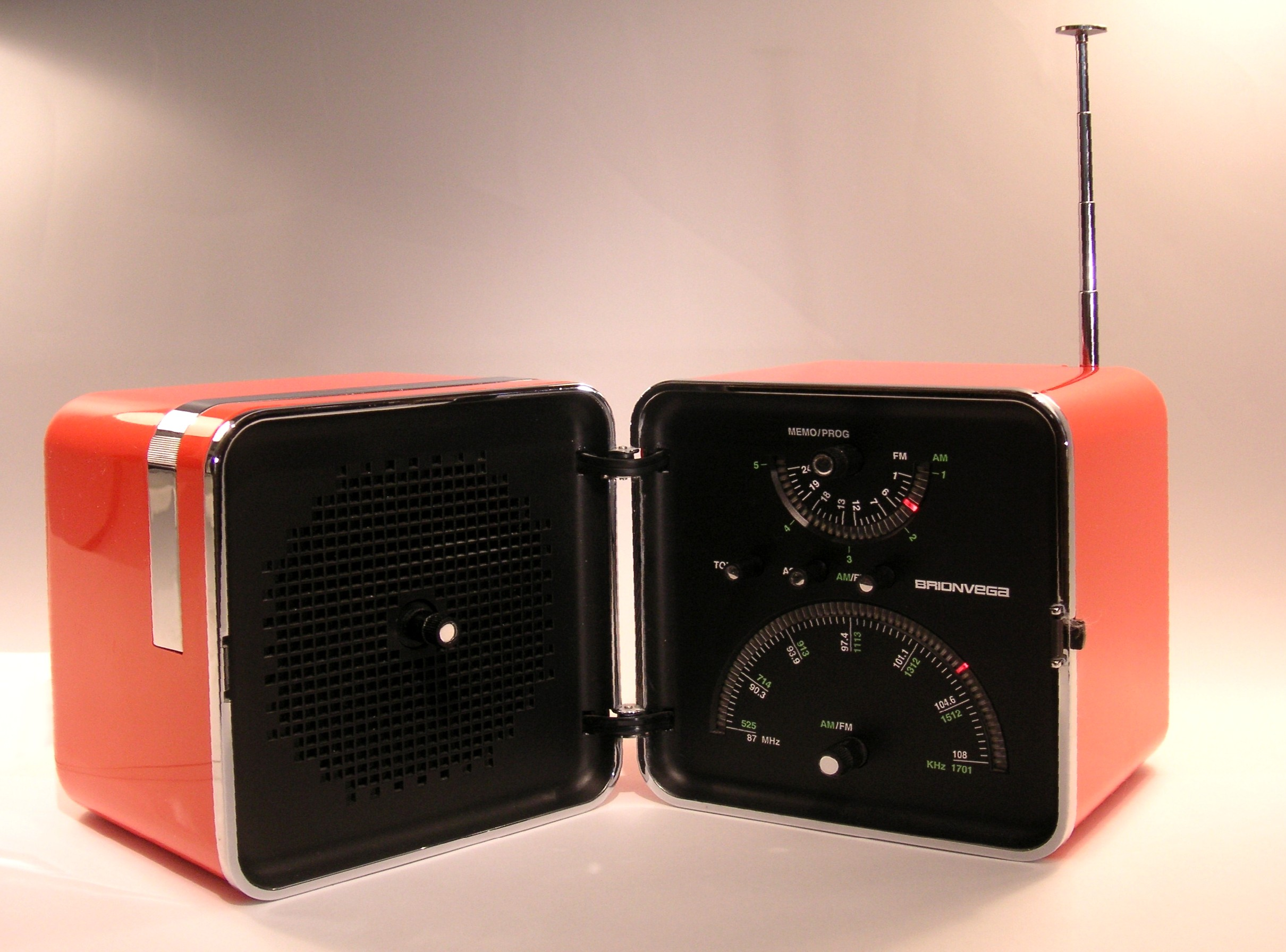
"Radio Cubo" Brionvega del 1964

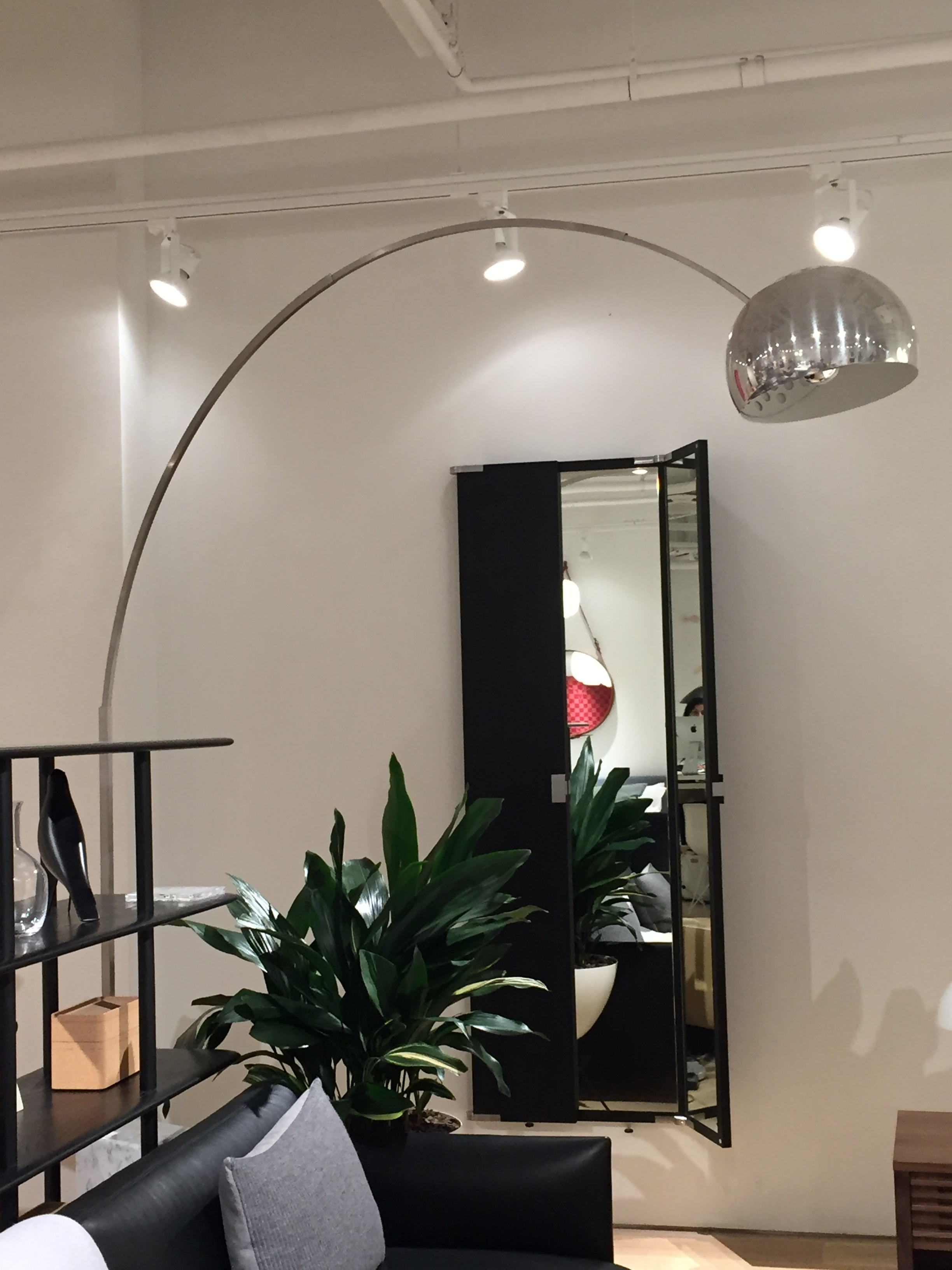
Lampada Arco Flos.

Il modernariato è la raccolta, il collezionismo o il commercio di articoli di arredamento o di design prodotti in un periodo che va dalla fine del secondo dopoguerra alla fine degli anni sessanta.
Il termine è stato coniato in opposizione a antiquariato, che riguarda invece la collezione e il commercio di oggetti antichi. Il modernariato può confondersi con il vintage, ma mentre quest'ultimo termine riguarda principalmente la moda, il modernariato riguarda più specificamente l'oggettistica e l'arredamento.
Il settore del modernariato è un'area emergente del commercio, con alcuni articoli che possono raggiungere prezzi considerevoli.